# Payros-Cazautets
Payros-Cazautets is een gemeente in het Franse departement Landes (regio Nouvelle-Aquitaine) en telt 91 inwoners (2009). De plaats maakt deel uit van het arrondissement Mont-de-Marsan.

## Geografie
De oppervlakte van Payros-Cazautets bedraagt 6,3 km², de bevolkingsdichtheid is dus 14,4 inwoners per km².
De onderstaande kaart toont de ligging van Payros-Cazautets met de belangrijkste infrastructuur en aangrenzende gemeenten.

## Demografie
Onderstaande figuur toont het verloop van het inwonertal (bron: INSEE-tellingen).